# Тагада
Тагада — село в Хунзахском районе Дагестана. Входит в состав сельского поселения Уздалросинский сельсовет.

## Географическое положение
Расположено на реке Алатляр, в 1,5 км к северо-востоку от центра сельского поселения села Уздалросо и в 14 км к юго-востоку от районного центра села Хунзах.

## Население
| 1888 | 1895 | 1926 | 1939 | 1970 | 1989 | 2002 |
| ---- | ---- | ---- | ---- | ---- | ---- | ---- |
| 146  | ↗160 | ↗185 | ↗227 | ↘216 | ↗222 | ↗369 |
| 2010 | 2021 |      |      |      |      |      |
| ↗497 | ↘493 |      |      |      |      |      |

По данным Всероссийской переписи населения 2010 года — моноэтничное аварское село.